# Toss It Up
«Toss It Up» — перший сингл американського репера Тупака Шакура з його п'ятого студійного альбому The Don Killuminati: The 7 Day Theory.
В останньому куплеті виконавець дисить Доктора Дре, оскільки той покинув Death Row, не відвідав Снупа Доґґа у суді у справі вбивства. Дре спродюсував початковий біт пісні й віддав його Blackstreet для треку «No Diggity» після залишення Death Row, тож остаточна версія «Toss It Up» містить інший біт.

## Відеокліпи
У першій версії Makaveli, Danny Boy, K-Ci, Jojo й Аарон Голл виступають у гаражі. Показано сірники Death Row і медальйон Euthanasia. Перший куплет репер читає з пальником Бунзена, а другий — з битою, якою пізніше розбиває дзеркало. У другій версії виконавці з дівчатами танцюють на пляжній вечірці.

## Список пісень
1. «Toss It Up» (Radio Edit) — 4:53
2. «Toss It Up» (Video Version) — 4:52
3. «Toss It Up» (Album Version) — 4:52

## Чартові позиції
| Чарт (1996)                               | Найвища позиція |
| ----------------------------------------- | --------------- |
| Австралія (ARIA)                          | 39              |
| Велика Британія (Official Charts Company) | 15              |
| Нова Зеландія (RIANZ)                     | 7               |
| US R&B/Hip-Hop Airplay (Billboard)        | 34              |

## Сертифікації
| Країна        | Сертифікації | Наклад   |
| ------------- | ------------ | -------- |
| Нова Зеландія | Золотий      | 7,5 тис. |